# St.-Nicolai-Kirche (Cadenberge)
Die ev.-luth. St. Nicolai-Kirche an der Cuxhavener Straße in der niedersächsischen Samtgemeinde Land Hadeln, Gemeinde Cadenberge, im Landkreis Cuxhaven, stammt aus der Mitte des 18. Jahrhunderts. Sie gehört zur Kirchengemeinde Cadenberge-Wingst im Kirchenkreis Cuxhaven-Hadeln.
Das Kirchengebäude steht unter Denkmalschutz (siehe auch Liste der Baudenkmale in Cadenberge).

## Geschichte
Die Siedlung Cadenberge am Geestrand wurde 1146 erstmals erwähnt. Sie war Zentrum und Marktplatz des gleichnamigen Kirchspiels.
Die Kirche steht im Zentrum des Ortes auf einer Diluvialdüne inmitten eines historischen Kirchhofes bei der Straßengabelung Neuhaus – Bederkesa und Neuhaus – Stade. Sie war lange Zeit die einzige Predigtstätte für Cadenberge und Wingst. In den 1950er Jahren kam in der Wingst-Westerhamm das Bugenhagenhaus hinzu, in den 1990er Jahren das St.-Michaelishaus in Wingst-Dobrock.
Die ursprünglich gotische Kirche wurde benannt nach Nikolaus von Myra. Sie wurde erstmals vom päpstlichen Kollektor Jacob de Rota in seinem Rechenschaftsbericht um 1319 erwähnt. Der Chor wurde Ende des 15. / Anfang des 16. Jh. erneuert. Die Feldsteinmauern sind in der Westwand des Neubaus noch zu erkennen.

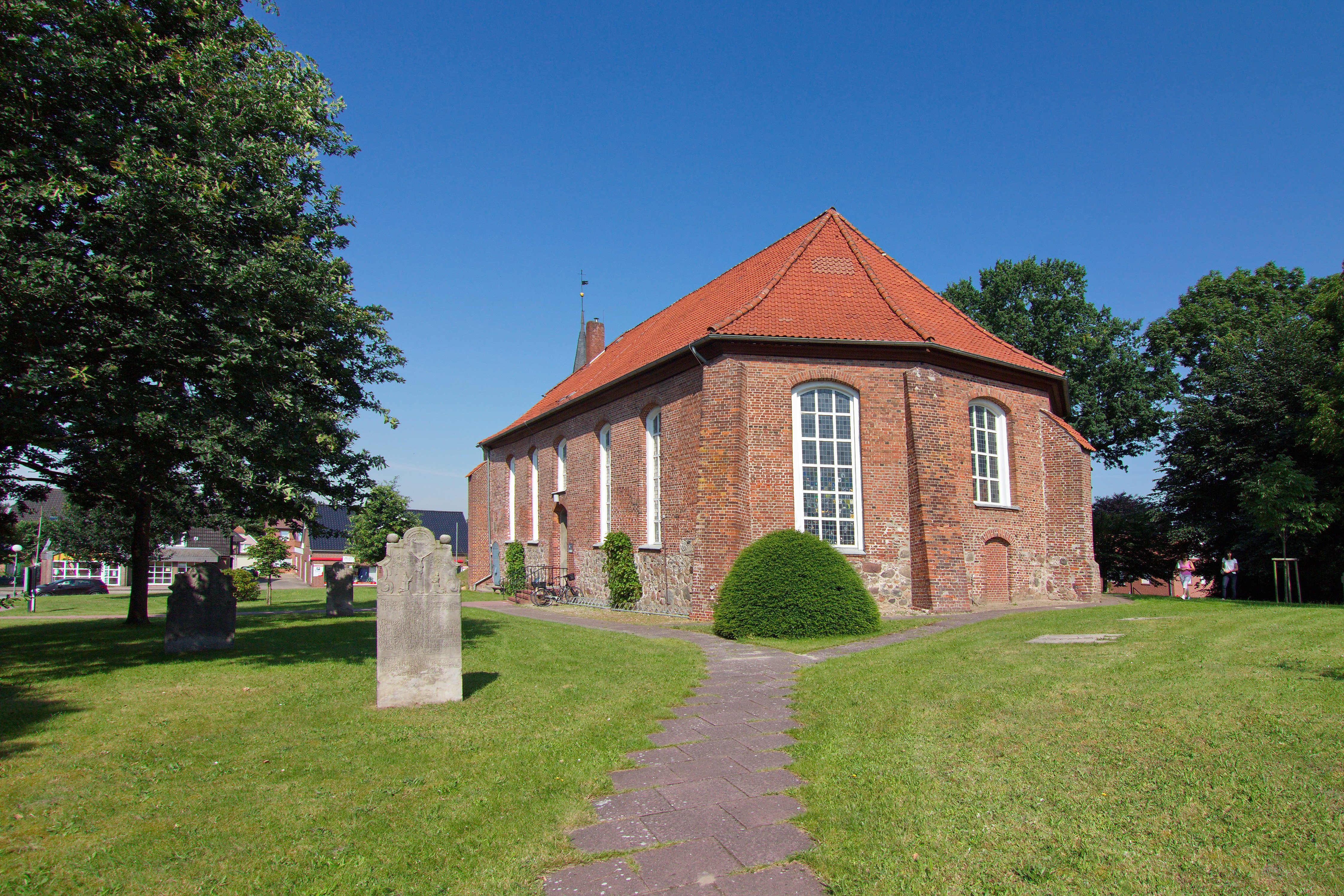
Kirche und Friedhof

Kirche: Der größere barocke Neubau aus Backstein erfolgte von 1742 bis 1752 nach Plänen des Maurermeisters C. Goetze (Harsefeld) und des Zimmermeisters Heinrich Buck (Cadenberge) auf den alten Grundmauern. Die rechteckige Saalkirche mit hohlpfannengedecktem Walmdach hat einen polygonalen Ostabschluss. In den Langhauswänden sind zehn hohe Fenster mit flachen Segmentbögen. Die Zugänge befinden sich in der Mitte der Langhausseiten.

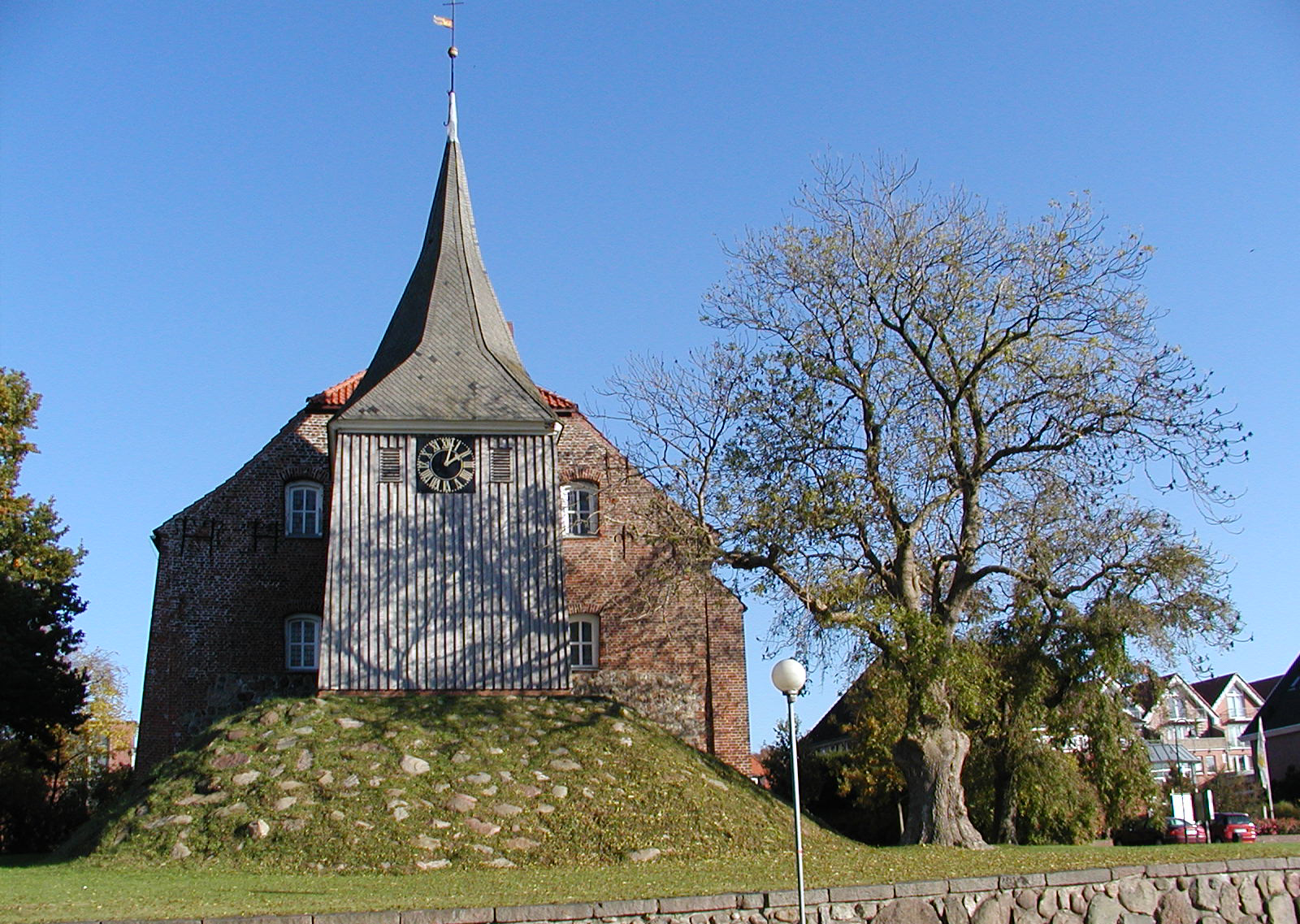
Turm

Turm: Der freistehende hölzerne westliche Glockenturm, mit Knickhelm in Schieferdeckung und mit Erkerausbau für die Stundenglocke, wurde 1723 errichtet. Der Turm wirkt etwas zu klein, da der spätere Neubau deutlich größer ist als der Vorgängerbau. Er steht auf vier gemauerten Steinpfeilern, heute verdeckt durch die aufgeschichteten Findlinge. Er hat drei Glocken, zwei Läutglocken und eine Uhrzeitglocke von 1950. Die zwei Läutglocken habe den Schlagton As’ und G'. Die kleinere Glocke wurde 1698 von Christoph Haupner in Stade gegossen, die größere 1732 von Caspar König umgegossen, da sie gesprungen war. Die große Glocke musste im Zweiten Weltkrieg abgegeben werden, kehrte danach aber unbeschadet zurück. Kirche und Kirchturm wurden von 1962 bis 1965 renoviert.

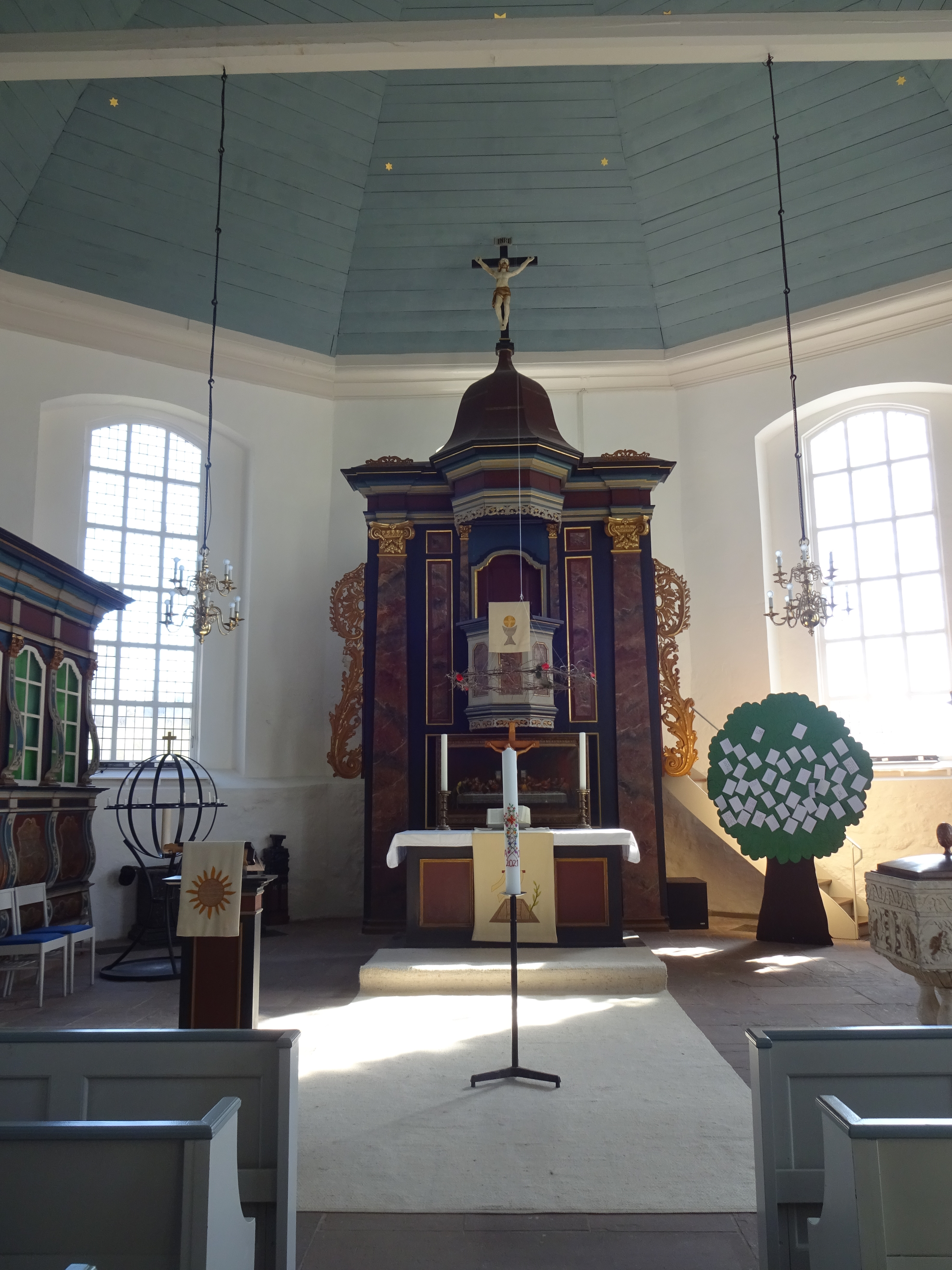
Altar

Innen: Der Raumabschluss erfolgte durch hölzerne Segmentbogentonnengewölbe. Der Kanzelaltar mit Kruzifix auf dem Schalldeckel entstand am Anfang des 18. Jahrhunderts. Gestühl, Emporen auf zwei Ebenen und die östliche Gutsprieche (Sitzplätze für die Gutsherren) stammen vom Ende des 18. Jahrhunderts. Die Ausstattung wurde bei der Renovierung 1962/65 reduziert, in dieser Zeit ein Taufstein aus oberitalienischem Sandstein am Anfang des 17. Jh. neu angekauft.

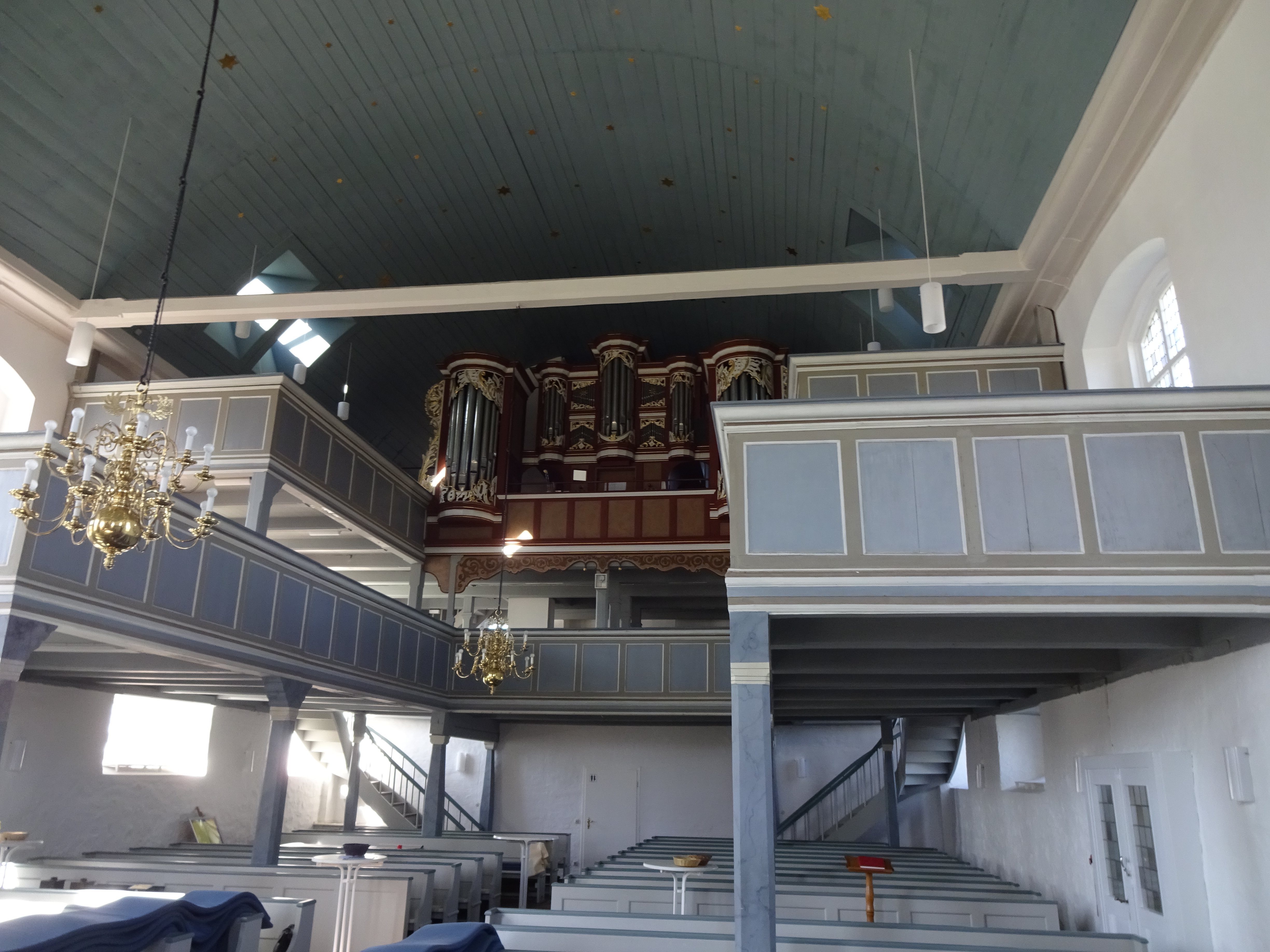
Empore und Orgel

Die Orgel wurde Mitte des 18. Jahrhunderts durch Jacob Albrecht gebaut und 1754/56 durch Johann Hinrich Klapmeyer und 1764 von Dietrich Christoph Gloger vollendet. 1936 durch Furtwängler & Hammer ergänzt und saniert. II/P Manual, 28 Register, davon 18 alte Register (ganz oder teilweise) erhalten.
Gruft: Unter der Kirche ist eine Gruft, die auch als Familiengruft der Familie Graf Friedrich Franz Dietrich von Bremer diente.
Der Friedhof der Kirche wird durch eine denkmalgeschützte Feldsteinmauer umgeben, die teilweise mit einer Mauer aus Steinblöcken ausgebessert wurde.
Einige Stelen des 17./18. Jh. sind erhalten.
Das Landesdenkmalamt befand u. a.: „… An der Erhaltung der Kirche besteht aus geschichtlichen und städtebaulichen Gründen wegen ihres ortsgeschichtlichen sowie bau- und kunstgeschichtlichen Zeugniswertes sowie aufgrund ihres prägenden Einflusses auf das Ortsbild ein öffentliches Interesse.“

## Kirchengemeinde
Die ev.-luth. Kirchengemeinde Cadenberge-Wingst hat ca. 4600 Gemeindeglieder (Stand 2023). Sie hat zwei eigene Friedhöfe und die Trägerschäft für die St.-Nicolai-Kindertagesstätten mit Vor-, Nachmittags- und Ganztagsbetreuung. Das Angebot schließt eine Krippen- und Hortbetreuung ein. Sie bietet verschiedene Gruppen an, u. a. für die Jugend, Kinder, Senioren, als Gospel- und Posaunen- sowie Erwachsenenchor, zum Orgelunterricht.